# Temporada 2018 de Eurofórmula Open
La temporada de 2018 de Eurofórmula Open es un campeonato de carreras de motor de múltiples eventos para coches de carreras monoplaza que se celebró en diferentes localizaciones de toda Europa. El campeonato cuenta con pilotos que compiten en autos de carreras de Fórmula 3 con tanque de dos litros construidos por el constructor italiano Dallara. Estos se encuentran ajustados a las regulaciones técnicas, o fórmula, para el campeonato. Es la quinta temporada del campeonato Eurofórmula Open (antes conocido como European F3 Open).

## Equipos y pilotos
- Todos los coches eran Dallara F312-Toyota.

| Equipo                | N.º | Piloto                | Status | Rondas |
| --------------------- | --- | --------------------- | ------ | ------ |
| RP Motorsport         | 1   | Alex Karkosik         | ER     | 1      |
| RP Motorsport         | 1   | Leonard Hoogenboom    |        | 4      |
| RP Motorsport         | 1   | Kaylen Frederick      | E      | 6      |
| RP Motorsport         | 1   | David Schumacher      | E I    | 7–8    |
| RP Motorsport         | 3   | Michaël Benyahia      | ER     | 1–3    |
| RP Motorsport         | 3   | Leonardo Lorandi      |        | 6      |
| RP Motorsport         | 3   | Christian Hahn        | E      | 7      |
| RP Motorsport         | 3   | Kaylen Frederick      | E      | 8      |
| RP Motorsport         | 4   | Felipe Drugovich      | E      | Todas  |
| RP Motorsport         | 6   | Alessandro Bracalente | E I    | 8      |
| RP Motorsport         | 51  | Aldo Festante         | ER     | 1–2    |
| RP Motorsport         | 51  | Leonard Hoogenboom    |        | 3      |
| RP Motorsport         | 77  | Guilherme Samaia      | E      | Todas  |
| Carlin Motorsport     | 5   | Dev Gore              | R      | 5–8    |
| Carlin Motorsport     | 28  | Cameron Das           | E      | Todas  |
| Carlin Motorsport     | 34  | Matheus Iorio         | E      | Todas  |
| Drivex                | 7   | Jannes Fittje         | E      | 1–3    |
| Drivex                | 8   | Lukas Dunner          | ER     | Todas  |
| Drivex                | 12  | Christian Hahn        | E      | 1–6    |
| Drivex                | 22  | Patrick Schott        | E I    | 8      |
| Drivex                | 58  | Javier González       | E I    | 7–8    |
| Teo Martín Motorsport | 10  | Bent Viscaal          | ER     | Todas  |
| Teo Martín Motorsport | 32  | Moritz Müller-Crepon  | ER     | 1      |
| Teo Martín Motorsport | 51  | Aldo Festante         | ER     | 5–8    |
| Campos Racing         | 11  | Alex Karkosik         | E      | 2–6    |
| Campos Racing         | 11  | Petru Florescu        | E      | 7      |
| Campos Racing         | 11  | Brad Benavides        | E I    | 8      |
| Campos Racing         | 15  | Yves Baltas           | ER     | 1–5    |
| Campos Racing         | 18  | Marcos Siebert        | E      | Todas  |
| Fortec Motorsports    | 19  | Petru Florescu        | E      | 1      |
| Fortec Motorsports    | 19  | Raúl Guzmán           | R      | 2      |
| Fortec Motorsports    | 19  | Aldo Festante         | ER     | 3–4    |
| Fortec Motorsports    | 21  | Calan Williams        | E      | 1–6    |

| Icono | Significado                               |
| ----- | ----------------------------------------- |
| E     | Inscrito en el Campeonato de España de F3 |
| R     | Participa en el Trofeo Rookie             |
| I     | Piloto invitado                           |

## Calendario de carreras y resultados
- El 23 de octubre de 2017 se reveló un calendario provisional de ocho rondas[28] El calendario contará con los mismos ocho circuitos que en 2017. Todas las rondas serán compatibles con el International GT Open, excepto Jerez. Las rondas marcadas con fondo azul forman parte del Campeonato de España de Fórmula Tres.

| Ronda | Ronda | Circuito                          | Fecha            | Posición de pole | Vuelta rápida    | Piloto ganador   | Equipo ganador        | Rookie ganador |
| ----- | ----- | --------------------------------- | ---------------- | ---------------- | ---------------- | ---------------- | --------------------- | -------------- |
| 1     | R1    | Autódromo do Estoril              | 14 de abril      | Felipe Drugovich | Cameron Das      | Felipe Drugovich | RP Motorsport         | Bent Viscaal   |
| 1     | R2    | Autódromo do Estoril              | 15 de abril      | Petru Florescu   | Marcos Siebert   | Marcos Siebert   | Campos Racing         | Bent Viscaal   |
| 2     | R1    | Circuit Paul Ricard, Le Castellet | 5 de mayo        | Felipe Drugovich | Felipe Drugovich | Felipe Drugovich | RP Motorsport         | Bent Viscaal   |
| 2     | R2    | Circuit Paul Ricard, Le Castellet | 6 de mayo        | Felipe Drugovich | Felipe Drugovich | Felipe Drugovich | RP Motorsport         | Bent Viscaal   |
| 3     | R1    | Circuito de Spa-Francorchamps     | 9 de junio       | Felipe Drugovich | Marcos Siebert   | Felipe Drugovich | RP Motorsport         | Lukas Dunner   |
| 3     | R2    | Circuito de Spa-Francorchamps     | 10 de junio      | Felipe Drugovich | Felipe Drugovich | Felipe Drugovich | RP Motorsport         | Bent Viscaal   |
| 4     | R1    | Hungaroring                       | 7 de julio       | Felipe Drugovich | Felipe Drugovich | Felipe Drugovich | RP Motorsport         | Bent Viscaal   |
| 4     | R2    | Hungaroring                       | 8 de julio       | Bent Viscaal     | Felipe Drugovich | Felipe Drugovich | RP Motorsport         | Bent Viscaal   |
| 5     | R1    | Circuito de Silverstone           | 1 de septiembre  | Felipe Drugovich | Felipe Drugovich | Felipe Drugovich | RP Motorsport         | Bent Viscaal   |
| 5     | R2    | Circuito de Silverstone           | 2 de septiembre  | Bent Viscaal     | Bent Viscaal     | Bent Viscaal     | Teo Martín Motorsport | Bent Viscaal   |
| 6     | R1    | Autodromo Nazionale Monza         | 22 de septiembre | Bent Viscaal     | Felipe Drugovich | Felipe Drugovich | RP Motorsport         | Lukas Dunner   |
| 6     | R2    | Autodromo Nazionale Monza         | 23 de septiembre | Felipe Drugovich | Kaylen Frederick | Felipe Drugovich | RP Motorsport         | Bent Viscaal   |
| 7     | R1    | Circuito de Jerez                 | 6 de octubre     | Felipe Drugovich | Felipe Drugovich | Felipe Drugovich | RP Motorsport         | Bent Viscaal   |
| 7     | R2    | Circuito de Jerez                 | 7 de octubre     | Felipe Drugovich | Felipe Drugovich | Felipe Drugovich | RP Motorsport         | Bent Viscaal   |
| 8     | R1    | Circuit de Barcelona-Catalunya    | 20 de octubre    | Marcos Siebert   | Felipe Drugovich | Felipe Drugovich | RP Motorsport         | Bent Viscaal   |
| 8     | R2    | Circuit de Barcelona-Catalunya    | 21 de octubre    | Bent Viscaal     | Bent Viscaal     | Felipe Drugovich | RP Motorsport         | Bent Viscaal   |

## Posiciones

### Campeonato Eurofórmula Open

#### Campeonato de pilotos
- Los puntos se otorgaron de la siguiente manera:

| 1  | 2  | 3  | 4  | 5  | 6 | 7 | 8 | 9 | 10 | PP | FL |
| -- | -- | -- | -- | -- | - | - | - | - | -- | -- | -- |
| 25 | 18 | 15 | 12 | 10 | 8 | 6 | 4 | 2 | 1  | 1  | 1  |

| Pos.                                    | Piloto                | EST | EST | LEC | LEC | SPA | SPA | HUN | HUN | SIL | SIL | MNZ | MNZ | JER | JER | CAT | CAT | Puntos |
| --------------------------------------- | --------------------- | --- | --- | --- | --- | --- | --- | --- | --- | --- | --- | --- | --- | --- | --- | --- | --- | ------ |
| 1                                       | Felipe Drugovich      | 1   | 2   | 1   | 1   | 1   | 1   | 1   | 1   | 1   | 2   | 1   | 1   | 1   | 1   | 1   | 1   | 405    |
| 2                                       | Bent Viscaal          | 5   | 3   | 2   | 7   | 5   | 3   | 2   | 2   | 2   | 1   | Ret | 2   | 2   | 2   | 3   | 2   | 246    |
| 3                                       | Marcos Siebert        | 4   | 1   | 8   | 6   | 11  | 4   | 3   | 3   | 5   | 4   | 2   | Ret | 4   | 3   | 2   | 3   | 195    |
| 4                                       | Matheus Iorio         | 2   | 7   | 3   | 2   | 2   | 6   | 4   | 5   | 7   | 6   | 5   | 4   | 3   | 6   | 5   | Ret | 178    |
| 5                                       | Cameron Das           | 3   | 6   | 6   | 3   | Ret | 5   | 5   | 4   | 6   | 3   | Ret | 3   | 6   | 4   | 6   | 5   | 159    |
| 6                                       | Guilherme Samaia      | 7   | 8   | 4   | 4   | 3   | 8   | Ret | 10  | 10  | 10  | 11  | 7   | 7   | 7   | 7   | 6   | 94     |
| 7                                       | Lukas Dunner          | 6   | 12  | Ret | 14  | 4   | 10  | 9   | 8   | 3   | 5   | 3   | Ret | 5   | Ret | 8   | Ret | 81     |
| 8                                       | Alex Karkosik         | 13  | 9   | 7   | 5   | Ret | 2   | Ret | 6   | 4   | 9   | 6   | Ret |     |     |     |     | 66     |
| 9                                       | Aldo Festante         | 11  | 10  | 5   | 10  | Ret | 15  | 8   | 13  | 11  | Ret | 8   | Ret | 10  | Ret | Ret | 7   | 29     |
| 10                                      | Christian Hahn        | 12  | Ret | 10  | 11  | 6   | 9   | Ret | 7   | 13  | 11  | 7   | 9   | 9   | 11  |     |     | 29     |
| 11                                      | Calan Williams        | 14  | 11  | Ret | 12  | 7   | 14  | 6   | 11  | 9   | 8   | 10  | 8   |     |     |     |     | 25     |
| 12                                      | Jannes Fittje         | 8   | 4   | 9   | 9   | 9   | 12  |     |     |     |     |     |     |     |     |     |     | 22     |
| 13                                      | Petru Florescu        | Ret | 5   |     |     |     |     |     |     |     |     |     |     | 8   | 9   |     |     | 21     |
| 14                                      | Kaylen Frederick      |     |     |     |     |     |     |     |     |     |     | 12  | 5   |     |     | 11  | 9   | 21     |
| 15                                      | Leonardo Lorandi      |     |     |     |     |     |     |     |     |     |     | 4   | 6   |     |     |     |     | 20     |
| 16                                      | Yves Baltas           | 9   | 15  | Ret | 13  | Ret | 13  | 7   | 12  | 8   | 7   |     |     |     |     |     |     | 18     |
| 17                                      | Dev Gore              |     |     |     |     |     |     |     |     | 12  | 12  | 9   | 10  | 11  | 10  | Ret | 10  | 11     |
| 18                                      | Leonard Hoogenboom    |     |     |     |     | 10  | 7   | Ret | 9   |     |     |     |     |     |     |     |     | 9      |
| 19                                      | Michaël Benyahia      | 10  | 13  | Ret | 8   | 8   | 11  |     |     |     |     |     |     |     |     |     |     | 9      |
| 20                                      | Raúl Guzmán           |     |     | 11  | 15  |     |     |     |     |     |     |     |     |     |     |     |     | 0      |
| 21                                      | Moritz Müller-Crepon  | 15  | 14  |     |     |     |     |     |     |     |     |     |     |     |     |     |     | 0      |
| Pilotos invitados no aptos para puntuar |                       |     |     |     |     |     |     |     |     |     |     |     |     |     |     |     |     |        |
|                                         | David Schumacher      |     |     |     |     |     |     |     |     |     |     |     |     | 12  | 8   | 4   | 4   |        |
|                                         | Javier González       |     |     |     |     |     |     |     |     |     |     |     |     | Ret | 5   | Ret | 8   |        |
|                                         | Brad Benavides        |     |     |     |     |     |     |     |     |     |     |     |     |     |     | 9   | 13  |        |
|                                         | Patrick Schott        |     |     |     |     |     |     |     |     |     |     |     |     |     |     | 10  | 11  |        |
|                                         | Alessandro Bracalente |     |     |     |     |     |     |     |     |     |     |     |     |     |     | 12  | 12  |        |
| Pos.                                    | Piloto                | EST | EST | LEC | LEC | SPA | SPA | HUN | HUN | SIL | SIL | MNZ | MNZ | JER | JER | CAT | CAT | Puntos |

| Color     | Resultado                                                               |
| --------- | ----------------------------------------------------------------------- |
| Oro       | Ganador                                                                 |
| Plata     | 2.ª plaza                                                               |
| Bronce    | 3.ª plaza                                                               |
| Verde     | Finalizó en los puntos                                                  |
| Azul      | Finalizó sin puntos                                                     |
| Azul      | NC - No clasificado                                                     |
| Violeta   | Ret - No terminó (Carrera)                                              |
| Rojo      | DNQ - No se clasificó                                                   |
| Negro     | DSQ - Descalificado                                                     |
| Blanco    | DNS - No empezó (carrera)                                               |
| Blanco    | WD - Retirado (fin de semana)                                           |
| Blanco    | C - Carrera cancelada                                                   |
| Sin color | DNP - Inscrito pero no participó                                        |
| Sin color | INJ - Lesionado                                                         |
| Sin color | EX - Excluido                                                           |
| Estado    | Resultado                                                               |
| Negrita   | Pole position                                                           |
| Cursiva   | Vuelta rápida                                                           |
| †         | Abandona, pero clasifica al completar el porcentaje requerido para ello |

### Campeonato de novatos
- Los puntos se otorgaron de la siguiente manera:

| 1  | 2 | 3 | 4 | 5 |
| -- | - | - | - | - |
| 10 | 8 | 6 | 4 | 3 |

| Pos.                                    | Piloto                | EST | EST | LEC | LEC | SPA | SPA | HUN | HUN | SIL | SIL | MNZ | MNZ | JER | JER | CAT | CAT | Puntos |
| --------------------------------------- | --------------------- | --- | --- | --- | --- | --- | --- | --- | --- | --- | --- | --- | --- | --- | --- | --- | --- | ------ |
| 1                                       | Bent Viscaal          | 5   | 3   | 2   | 7   | 5   | 3   | 2   | 2   | 2   | 1   | Ret | 2   | 2   | 2   | 1   | 2   | 138    |
| 2                                       | Lukas Dunner          | 6   | 12  | Ret | 14  | 4   | 10  | 9   | 8   | 3   | 6   | 3   | Ret | 5   | Ret | 8   | Ret | 90     |
| 3                                       | Aldo Festante         | 11  | 10  | 5   | 10  | Ret | 15  | 8   | 15  | 11  | Ret | 8   | Ret | 10  | Ret | Ret | 7   | 58     |
| 4                                       | Yves Baltas           | 9   | 15  | Ret | 13  | Ret | 13  | 7   | 12  | 8   | 7   |     |     |     |     |     |     | 37     |
| 5                                       | Dev Gore              |     |     |     |     |     |     |     |     | 12  | 12  | 9   | 10  | 11  | 10  | Ret | 10  | 35     |
| 6                                       | Michaël Benyahia      | 10  | 13  | Ret | 8   | 8   | 11  |     |     |     |     |     |     |     |     |     |     | 26     |
| 7                                       | Kaylen Frederick      |     |     |     |     |     |     |     |     |     |     | 12  | 5   |     |     | 11  | 9   | 23     |
| 8                                       | Leonard Hoogenboom    |     |     |     |     | 10  | 7   | Ret | 9   |     |     |     |     |     |     |     |     | 18     |
| 9                                       | Leonardo Lorandi      |     |     |     |     |     |     |     |     |     |     | 4   | 6   |     |     |     |     | 14     |
| 10                                      | Raúl Guzmán           |     |     | 11  | 15  |     |     |     |     |     |     |     |     |     |     |     |     | 6      |
| 11                                      | Moritz Müller-Crepon  | 15  | 14  |     |     |     |     |     |     |     |     |     |     |     |     |     |     | 3      |
| Pilotos invitados no aptos para puntuar |                       |     |     |     |     |     |     |     |     |     |     |     |     |     |     |     |     |        |
|                                         | David Schumacher      |     |     |     |     |     |     |     |     |     |     |     |     | 12  | 8   | 4   | 4   |        |
|                                         | Javier González       |     |     |     |     |     |     |     |     |     |     |     |     | Ret | 5   | Ret | 8   |        |
|                                         | Brad Benavides        |     |     |     |     |     |     |     |     |     |     |     |     |     |     | 9   | 13  |        |
|                                         | Patrick Schott        |     |     |     |     |     |     |     |     |     |     |     |     |     |     | 10  | 11  |        |
|                                         | Alessandro Bracalente |     |     |     |     |     |     |     |     |     |     |     |     |     |     | 12  | 12  |        |
| Pos.                                    | Driver                | R1  | R2  | R1  | R2  | R1  | R2  | R1  | R2  | R1  | R2  | R1  | R2  | R1  | R2  | R1  | R2  | Puntos |
| Pos.                                    | Driver                | EST | EST | LEC | LEC | SPA | SPA | HUN | HUN | SIL | SIL | MNZ | MNZ | JER | JER | CAT | CAT | Puntos |

### Campeonato de escuderías
- Los puntos se otorgaron de la siguiente manera:

| 1  | 2 | 3 | 4 | 5 |
| -- | - | - | - | - |
| 10 | 8 | 6 | 4 | 3 |

| Pos. | Piloto                | EST | EST | LEC | LEC | SPA | SPA | HUN | HUN | SIL | SIL | MNZ | MNZ | JER | JER | CAT | CAT | Puntos |
| ---- | --------------------- | --- | --- | --- | --- | --- | --- | --- | --- | --- | --- | --- | --- | --- | --- | --- | --- | ------ |
| 1    | RP Motorsport         | 1   | 2   | 1   | 1   | 1   | 1   | 1   | 1   | 1   | 2   | 1   | 1   | 1   | 1   | 1   | 1   | 180    |
| 1    | RP Motorsport         | 7   | 8   | 4   | 4   | 3   | 7   | Ret | 9   | 10  | 10  | 4   | 5   | 7   | 7   | 7   | 6   | 180    |
| 2    | Carlin Motorsport     | 2   | 6   | 3   | 2   | 2   | 5   | 4   | 4   | 6   | 3   | 5   | 3   | 3   | 4   | 5   | 5   | 102    |
| 2    | Carlin Motorsport     | 3   | 7   | 6   | 3   | Ret | 6   | 5   | 5   | 7   | 6   | Ret | 4   | 6   | 6   | 6   | 10  | 102    |
| 3    | Teo Martín Motorsport | 5   | 3   | 2   | 7   | 5   | 3   | 2   | 2   | 2   | 1   | 8   | 2   | 2   | 2   | 3   | 2   | 98     |
| 3    | Teo Martín Motorsport | 15  | 14  |     |     |     |     |     |     | 11  | Ret | Ret | Ret | 10  | Ret | Ret | 7   | 98     |
| 4    | Campos Racing         | 4   | 1   | 7   | 5   | 11  | 2   | 3   | 3   | 5   | 4   | 2   | Ret | 4   | 3   | 2   | 3   | 86     |
| 4    | Campos Racing         | 9   | 15  | 8   | 6   | Ret | 4   | 7   | 6   | 5   | 7   | 6   | Ret | 8   | 9   | 9   | 13  | 86     |
| 5    | Drivex School         | 6   | 4   | 9   | 9   | 4   | 9   | 9   | 7   | 3   | 6   | 3   | 9   | 5   | Ret | 8   | 8   | 26     |
| 5    | Drivex School         | 8   | 12  | 10  | 11  | 6   | 10  | Ret | 8   | 13  | 11  | 7   | Ret | Ret | 5   | 10  | 11  | 26     |
| 6    | Fortec Motorsport     | 14  | 5   | 11  | 12  | 7   | 14  | 6   | 11  | 9   | 8   | 10  | 8   |     |     |     |     | 3      |
| 6    | Fortec Motorsport     | Ret | 11  | 15  | Ret | Ret | 15  | 8   | 13  |     |     |     |     |     |     |     |     | 3      |
| Pos. | Piloto                | EST | EST | LEC | LEC | SPA | SPA | HUN | HUN | SIL | SIL | MNZ | MNZ | JER | JER | CAT | CAT | Puntos |

### Campeonato de España de Fórmula 3

#### Campeonato de pilotos
- Los puntos se otorgaron de la siguiente manera:

| 1  | 2  | 3  | 4  | 5  | 6 | 7 | 8 | 9 | 10 | PP | FL |
| -- | -- | -- | -- | -- | - | - | - | - | -- | -- | -- |
| 25 | 18 | 15 | 12 | 10 | 8 | 6 | 4 | 2 | 1  | 1  | 1  |

| Pos.                                    | Piloto                | EST | EST | JER | JER | CAT | CAT | Puntos |
| --------------------------------------- | --------------------- | --- | --- | --- | --- | --- | --- | ------ |
| 1                                       | Felipe Drugovich      | 1   | 2   | 1   | 1   | 1   | 1   | 157    |
| 2                                       | Bent Viscaal          | 5   | 3   | 2   | 2   | 3   | 2   | 104    |
| 3                                       | Cameron Das           | 3   | 6   | 6   | 4   | 6   | 5   | 73     |
| 4                                       | Matheus Iorio         | 2   | 7   | 3   | 6   | 5   | Ret | 63     |
| 5                                       | Guilherme Samaia      | 7   | 8   | 7   | 7   | 7   | 6   | 40     |
| 6                                       | David Schumacher      |     |     | 12  | 8   | 4   | 4   | 38     |
| 7                                       | Lukas Dunner          | 6   | 12  | 5   | Ret | 8   | Ret | 28     |
| 8                                       | Jannes Fittje         | 8   | 4   |     |     |     |     | 21     |
| 9                                       | Javier González       |     |     | Ret | 5   | Ret | 8   | 18     |
| 10                                      | Aldo Festante         | 11  | 10  | 10  | Ret | Ret | 7   | 16     |
| 11                                      | Petru Florescu        | Ret | 5   | 8   | 9   |     |     | 13     |
| 12                                      | Christian Hahn        | 12  | Ret | 9   | 11  |     |     | 11     |
| 13                                      | Patrick Schott        |     |     |     |     | 10  | 11  | 6      |
| 14                                      | Kaylen Frederick      |     |     |     |     | 11  | 9   | 6      |
| 15                                      | Alex Karkosik         | 13  | 9   |     |     |     |     | 4      |
| 16                                      | Michaël Benyahia      | 10  | 13  |     |     |     |     | 4      |
| 17                                      | Alessandro Bracalente |     |     |     |     | 12  | 12  | 2      |
| 18                                      | Calan Williams        | 14  | 11  |     |     |     |     | 1      |
| 19                                      | Moritz Müller-Crepon  | 15  | 14  |     |     |     |     | 0      |
| Pilotos invitados no aptos para puntuar |                       |     |     |     |     |     |     |        |
|                                         | Marcos Siebert        | 4   | 1   | 4   | 3   | 2   | 3   |        |
|                                         | Yves Baltas           | 9   | 15  |     |     |     |     |        |
|                                         | Brad Benavides        |     |     |     |     | 9   | 13  |        |
|                                         | Dev Gore              |     |     | 11  | 10  | Ret | 10  |        |
| Pos.                                    | Piloto                | R1  | R2  | R1  | R2  | R1  | R2  | Puntos |
| Pos.                                    | Piloto                | EST | EST | JER | JER | CAT | CAT | Puntos |

### Campeonato de escuderías
- Los puntos se otorgaron de la siguiente manera:

| 1  | 2 | 3 | 4 | 5 |
| -- | - | - | - | - |
| 10 | 8 | 6 | 4 | 3 |

| Pos.                                                     | Conductor             | EST | EST | JER | JER | CAT | CAT | Puntos |
| -------------------------------------------------------- | --------------------- | --- | --- | --- | --- | --- | --- | ------ |
| 1                                                        | RP Motorsport         | 1   | 2   | 1   | 1   | 1   | 1   | 72     |
| 1                                                        | RP Motorsport         | 7   | 8   | 7   | 7   | 4   | 4   | 72     |
| 2                                                        | Teo Martín Motorsport | 5   | 3   | 2   | 2   | 3   | 2   | 44     |
| 2                                                        | Teo Martín Motorsport | 15  | 14  | 10  | Ret | Ret | 7   | 44     |
| 3                                                        | Carlin Motorsport     | 2   | 6   | 3   | 4   | 5   | 5   | 43     |
| 3                                                        | Carlin Motorsport     | 3   | 7   | 6   | 6   | 6   | 13  | 43     |
| 4                                                        | Escuela Drivex        | 6   | 4   | 5   | 5   | 8   | 8   | 13     |
| 4                                                        | Escuela Drivex        | 8   | 12  | Ret | Ret | 10  | 11  | 13     |
| 5                                                        | Fortec Motorsport     | 14  | 5   |     |     |     |     | 4      |
| 5                                                        | Fortec Motorsport     | Ret | 11  |     |     |     |     | 4      |
| Los equipos invitados no son elegibles para sumar puntos |                       |     |     |     |     |     |     |        |
|                                                          | Campos Racing         | 4   | 1   | 4   | 3   | 2   | 3   |        |
| 9                                                        | Campos Racing         | 15  | 8   | 9   | 9   | 13  |     |        |
| Pos.                                                     | Conductor             | EST | EST | JER | JER | CAT | CAT | Puntos |